# Rodrigo Medina de la Cruz
Rodrigo Medina de la Cruz, né le 9 septembre 1972 à, est un homme politique mexicain. Il est l'actuel gouverneur de l'État mexicain de Nuevo León depuis le 4 octobre 2009,.